# Cucurbita ficifolia

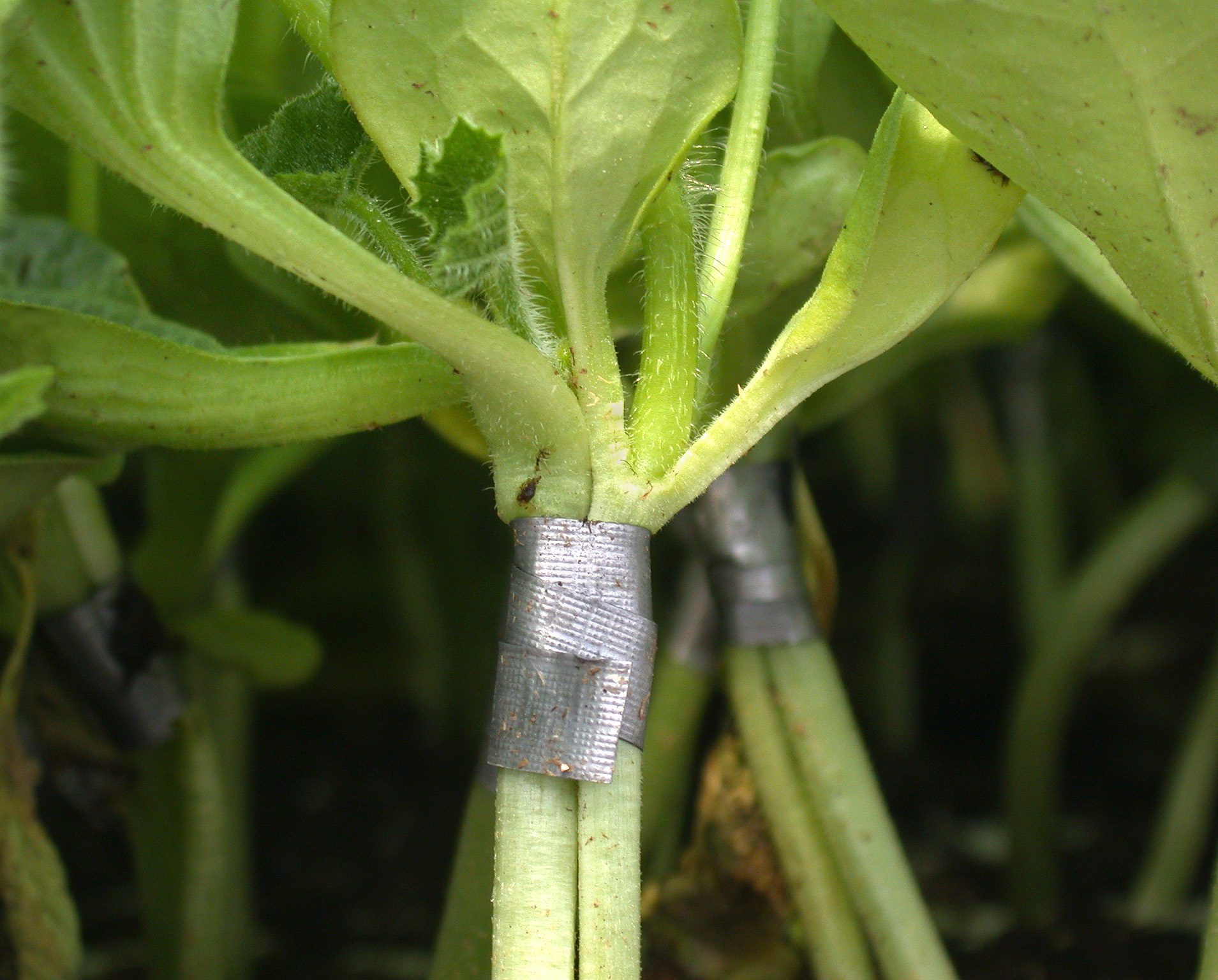
Tallo de melón (Cucumis melo) injertado sobre un pie de C. ficifolia.

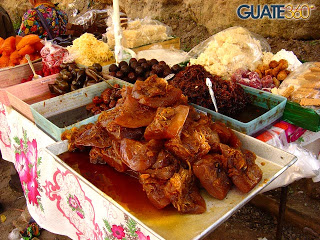

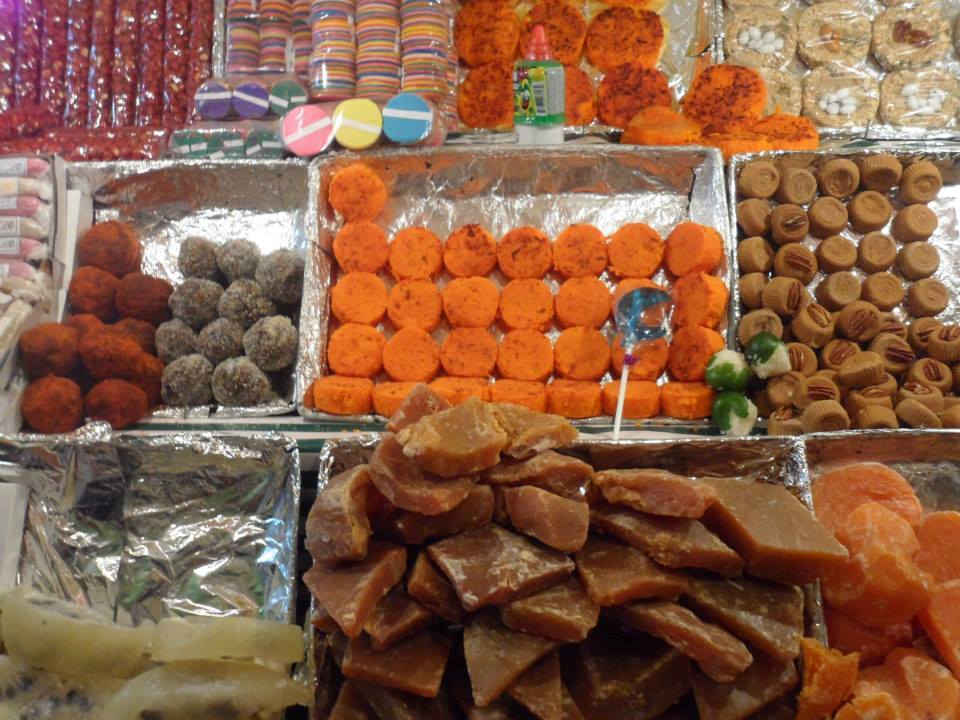
Chilacayote en dulce

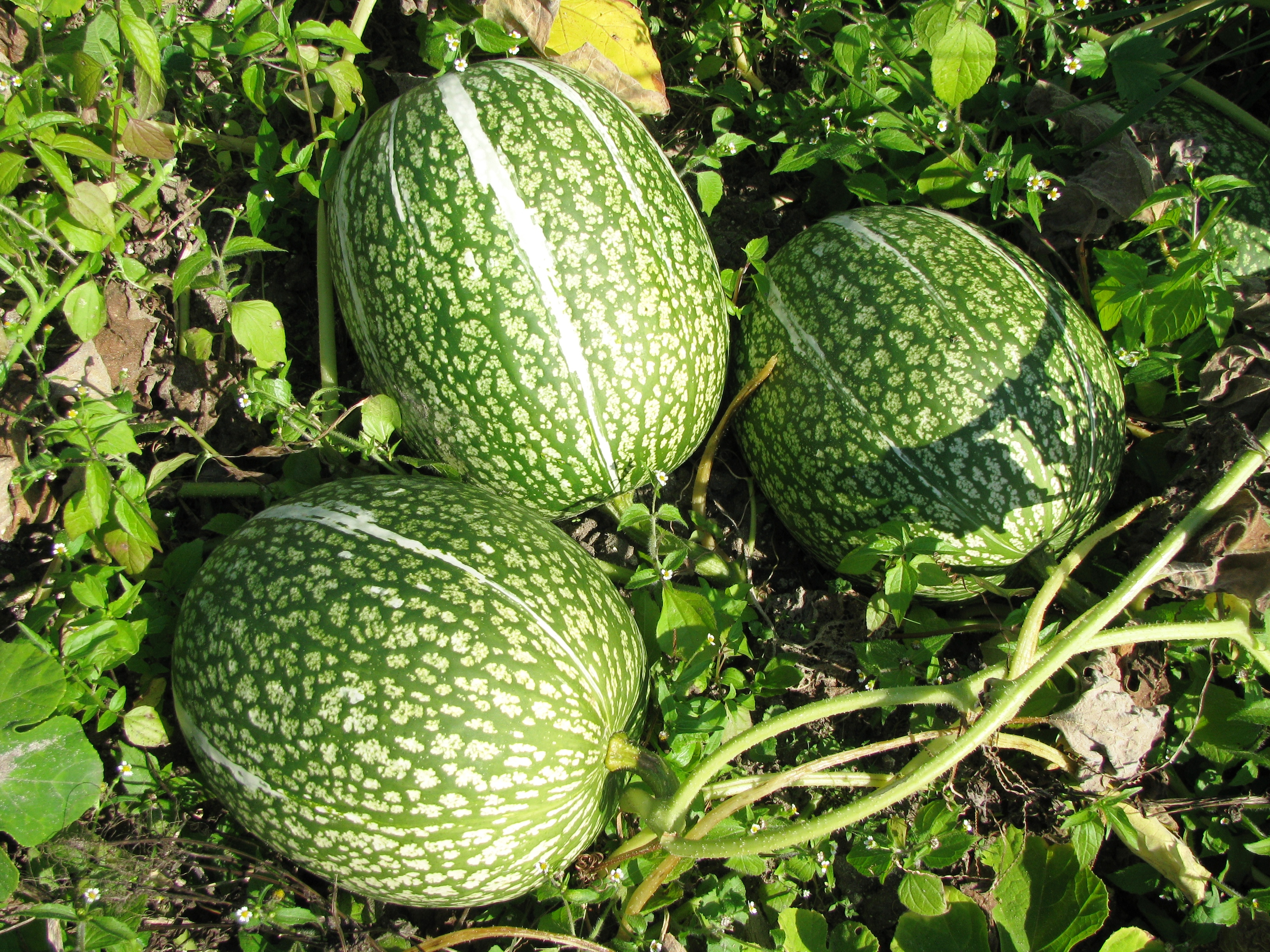
Harmelon phygolistkovy Cucurbita ficifolia - frutas

Cucurbita ficifolia, popularmente conocida como chilacayote (en México, Guatemala y El Salvador), chiverre (en Costa Rica), alcayota (Chile y región cuyana de Argentina), cayote noroeste de Argentina y calabaza de cabello de ángel o cidra (en España)  conocida con el nombre de Victoria o calabaza de victoria en Colombia  es una especie trepadora de fruto comestible de la familia de las cucurbitáceas. Es la especie más importante de calabazas en las regiones de grandes altitudes del Neotrópico, incluyendo los siete países de Sudamérica en los que se despliegan los Andes. Además de su extensiva área de cultivo tradicional, esta especie se ha dispersado en las últimas pocas centurias a lo largo de todas las regiones tropicales y subtropicales de grandes altitudes del mundo y en zonas templadas suaves. Su popularidad parece deberse a la facilidad de su cultivo en regiones frescas bajo condiciones extremas de sequía o de humedad. A bajas alturas se la puede cultivar como pie de injerto de otras enredaderas cucurbitáceas como melones y pepinos. Los frutos poseen similares cualidades nutricionales o sabor que las demás especies cultivadas de Cucurbita, pero poseen una longevidad muy larga debida a las propiedades de su cáscara. 
Los usos varían en diferentes regiones, pero principalmente es utilizada como alimento en el mismo lugar donde se la cultiva, en sistemas agrícolas pequeños y sustentables. Si no, los frutos son vendidos en mercados locales. Usos más comerciales se encuentran en México, Costa Rica, Colombia, Ecuador y Argentina, donde es utilizada para confites y dulces y también es cocido en platos tradicionales no dulces.
El registro arqueológico muestra que fue extensivamente utilizada y comercializada en tiempos pre-incaicos en el norte de Perú. La variación morfológica de la especie, si bien comparativamente pequeña para una Cucurbita domesticada, es más amplia en la región de Perú a Colombia, lo que indica que su domesticación potencial fue en esta área. El ancestro silvestre es desconocido. (Introducción tomada de TC. Andres 2006). 
En el mismo género se encuentran cuatro especies con variedades cultivadas (Cucurbita pepo, C. maxima, C. moschata, C. argyrosperma), pero C. ficifolia está alejada evolutivamente de estas, su pulpa no posee el característico "sabor a zapallo" (sabor a calabaza) de las demás y difiere en el hábitat al que está adaptada y en otros caracteres morfológicos y moleculares. No híbrida con ninguna otra especie cultivada ni variedad silvestre. Como en las demás cucurbitáceas, las partes herbáceas jóvenes y flores también pueden ser aprovechadas como verdura, sus frutos inmaduros pueden consumirse en forma similar a un calabacín o un zapallito, y sus semillas también son comestibles.

## Clasificación y descripción
Ha sido descrita en TC. Andrés (1990), en la monografía de cucurbitáceas latinoamericanas de importancia económica de R. Lira Saade (1995) y e TC. Andrés (2006).
Plantas rastreras o trepadoras, monoicas , anuales aunque persistentes por un cierto periodo dando la impresión de ser perennes de vida corta, sin raíces engrosadas de reserva; resistentes a bajas temperaturas, pero no a heladas severas; vellosas a suavemente pubescentes, con algunos aguijones cortos y punzantes esparcidos en las partes vegetativas. Tallos vigorosos, ligeramente angulosos. Hojas con peciolos de 5-25 cm; ovado cordados a suborbicular-cordados, con o sin manchas blancas en el haz, de tres a cinco lobuladas, con lóbulos redondeados u obtusos, apiculados, el central más grande que los laterales, márgenes denticulados tres o cuatro zarcillos ramificados. Flores pentámeras, solitarias, axilares. Flores masculinas largamente pediceladas; cáliz campanulado, de 5-10 mm de largo y casi igual de ancho, sépalos lineares, de 5-15 x 1-2 mm; corola tubular- campanulada algo ensanchada hacia la base, de 6-12 cm de largo, amarilla a anaranjada pálida, tres estambres. Flores femeninas con pedúnculos robustos, de 3-5 cm de largo; ovario ovoide a elíptico, multilocular, sépalos ocasionalmente foliáceos y corola algo más grande que en las masculinas; estilo engrosado, tres estigmas lobados. Frutos de 25-50 cm largo, globosos a ovoide-elípticos de color verde claro u oscuro, con o sin rayas o franjas longitudinales blancas hacia el ápice, diminutamente manchados de blanco o verde y blancos o crema, pulpa blanca, dulce, cáscara rígida, persistente, sin costillas. Semillas ovado-elípticas comprimidas de 15 a 12 mm de color pardo oscuras o negras. Algunos frutos de tamaño mediano pueden contener más de 500 semillas. Raíces primarias y adventicias fibrosas.
C. ficifolia es en su hábito una típica Cucurbita anual: trepadora, enredadera por zarcillos, rastrera (enraiza en los nudos en contacto con la tierra), sensible a heladas, de duración anual en zonas templadas, zonas donde al final de la primera temporada formó frutos maduros preparados para sobrevivir el invierno en forma de semilla, sin órganos de almacenamiento en el adulto. En las grandes alturas montañosas de clima fresco y sin heladas donde suele ser cultivada, su longevidad es de varios años, longevidad que no llegan a tener las demás Cucurbita cultivadas debido a que el tiempo frío, aunque no hiele, resiente sus tejidos y las envejece rápidamente. Donde su longevidad es de más de una temporada, luego de su primera temporada cobra características semileñosas. No hay razas ni cultivares nombrados, pero sí hay formas "de día corto" y "de día largo" (o mejor dicho insensibles a la duración del día), es decir que la primera fallará en florecer al norte o al sur de la zona tórrida.
Siendo en su morfología una típica Cucurbita cultivada, a diferencia de las otras cuatro es relativamente homogénea, en particular el fruto del que se esperaría variabilidad debida a las presiones de selección, es inesperadamente homogéneo en forma, cáscara y pulpa, y relativamente fácil de distinguir de los frutos de las demás especies. El color exterior puede tener básicamente tres patrones de color: blanco; verde oscuro (a veces con diez bandas longitudinales blancas que se extienden del extremo proximal al extremo distal); o un variegado de estos dos colores reticulados, que puede también tener bandas blancas. El patrón es a veces similar y confundido con el patrón de colores de la sandía (Citrullus lanatus). Forma y color exterior del fruto también puede ser confundido con algunas razas de C. maxima (o al menos con la subespecie silvestre, C. maxima subsp. andreana. El tamaño del fruto es de 15 a 50 cm de largo, los vendedores al costado de la ruta comentan que se han visto frutos de 100 cm de largo. No se han asociado estas diferencias en el color del fruto con diferencias en la composición de la pulpa. La pulpa seca, fibrosa, de color claro, como algunas formas de C. argyrosperma.

Cucurbita ficifolia
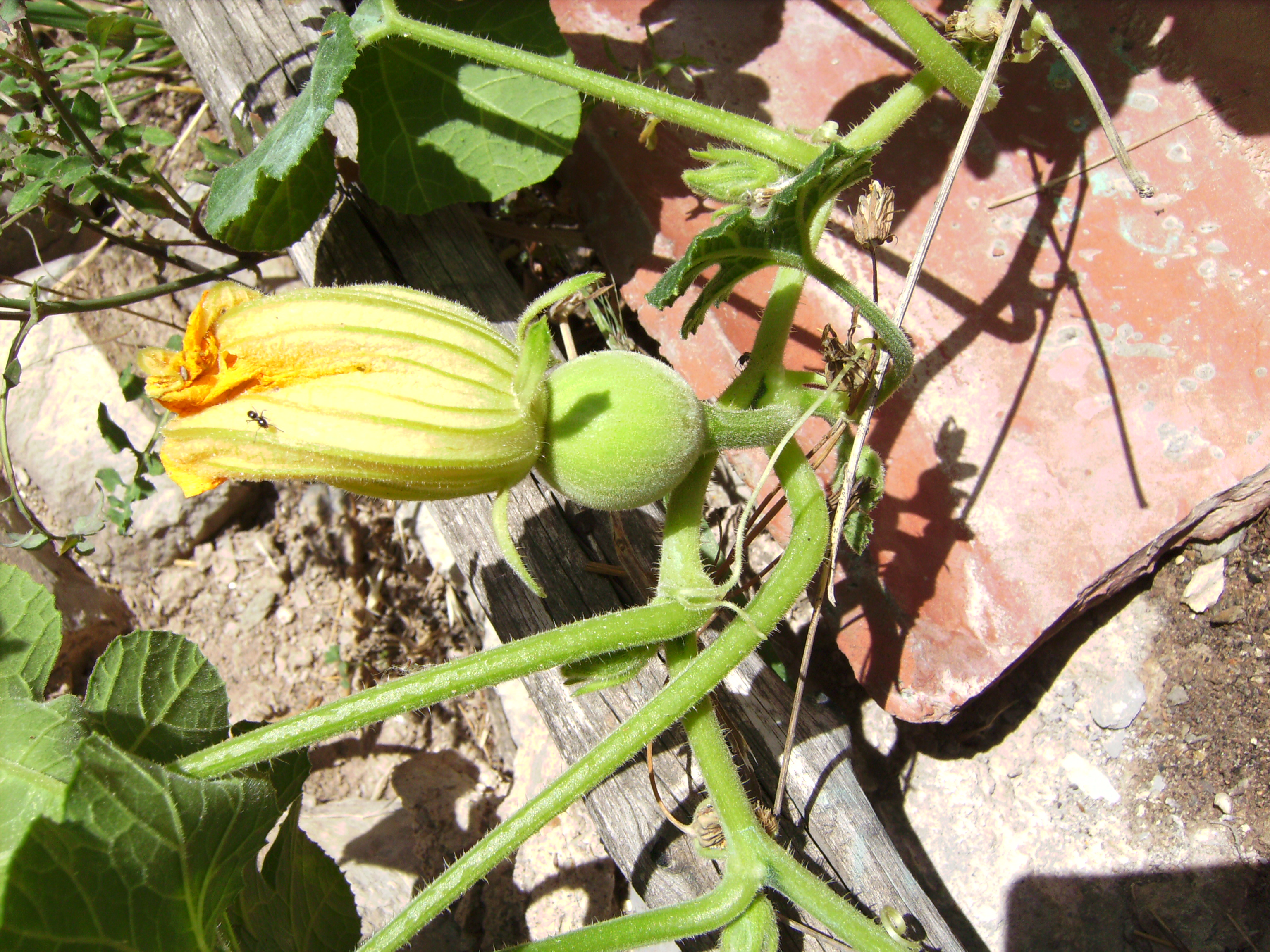
Flor femenina.
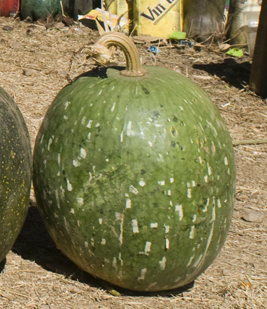
Fruto.
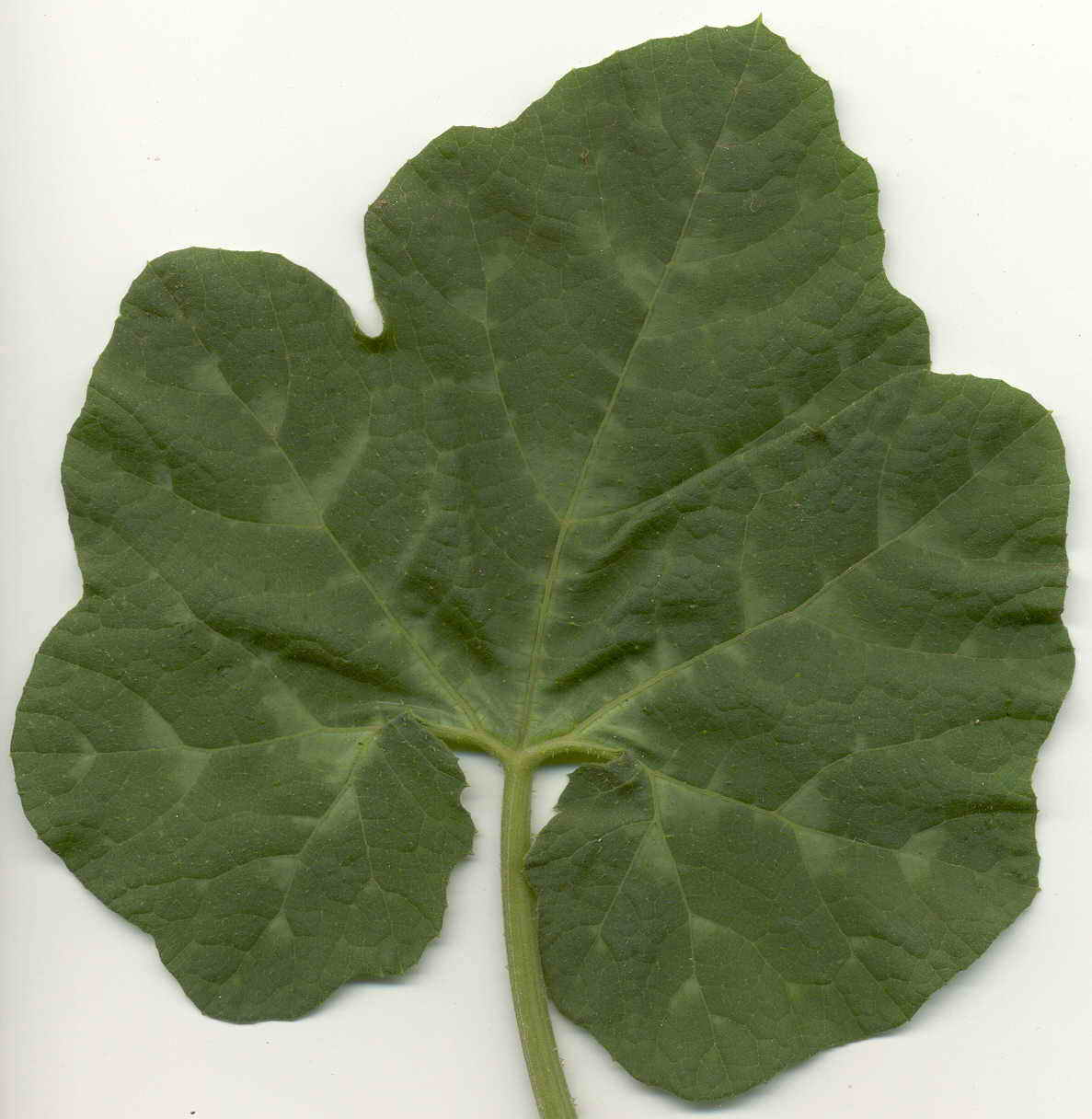
Hoja

Además de la longevidad y el fruto, otros dos caracteres suelen ser mencionados como diferenciales del resto de las Cucurbita cultivadas: la forma de su hoja "como la de la higuera" (Ficus carica) y las semillas negras; los dos necesitan algunas aclaraciones.

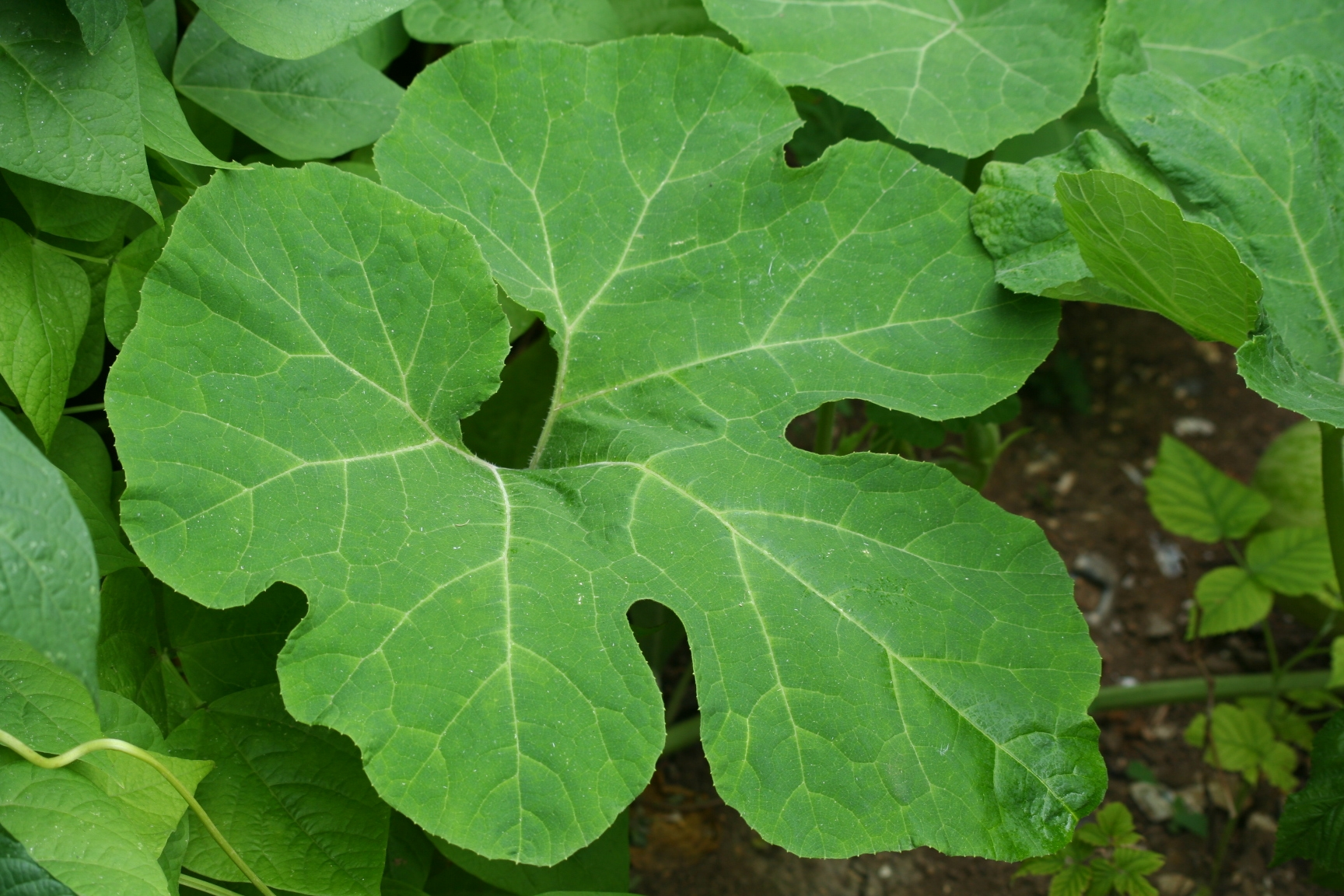
Hojas de Cucurbita ficifolia.

Las hojas como en las demás Cucurbita: con pecíolo, de nerviación pentapalmada (o puede verse como hepta-palmada?), de gran tamaño. En esta especie son color verde oscuro, de dorso pubescente, similares a la hoja de la higuera, de ello deriva su nombre científico (ficifolia, "de hojas de higuera" en latín). Pero otras especies de Cucurbita pueden presentar hojas como de higuera: la silvestre C. lundelliana, la feral C. ecuadorensis, y las cultivadas C. moschata y C. pepo. Se ha informado una forma de hojas "tipo C. moschata" que no ha tenido todavía confirmación visual por parte de un taxónomo.
La mayoría de las formas son de semillas negras, pero no todas las semillas de C. ficifolia lo son, algunas son marrón oscuro (dark brown) y otras de un color buff-colored más parecido al de otras especies de Cucurbita. De las demás Cucurbita, algunas razas de C. moschata del norte de Sudamérica son de semillas marrones. No hay diferencias regionales ni razas asociadas al color de semilla.
La especie también puede diferenciarse por la forma de la semilla, por la presencia de tricomas en los filamentos de sus estambres , en la presencia de tricomas setáceos en el tallo similares a los de C. maxima, y en el pedúnculo duro, de ángulos redondeados, y ligeramente extendido sobre el fruto en la unión a él, como en C. ecuadorensis y algunas razas de C. moschata.

### Número cromosómico
Veinte pares de cromosomas como en Cucurbita.

## Origen, cultivo y distribución
Algunos autores han propuesto que el origen de C. ficifolia es centroamericano o sur-mexicano-centroamericano, mientras que otros sugieren que se ubica en América del Sur, más específicamente en la zona de Los Andes. El área de distribución de esta especie abarca las zonas medias o altas de prácticamente todas las cordilleras o cadenas montañosas de Latinoamérica, desde el norte de México hasta Chile y el noroeste de Argentina, sin embargo, como en el caso de su origen, el centro de domesticación y diversificación, aún representa un enigma a resolver, sin embargo, los restos arqueológicos encontrados en Perú, pudiesen inclinar la balanza hacia esta zona. Esta especie originaria de América Latina se difundió como cultivo tanto dentro como fuera del continente americano, en Europa, en África, en Asia, India y finalmente en Oceanía, los primeros frutos de C. ficifolia en llegar a Europa aparentemente tomaron una ruta desde Sudamérica a la costa de Malabar de la India a lo largo de la muy recorrida ruta comercial portuguesa y holandesa en los siglos XVI y XVII, de donde llegaron finalmente a Europa.
Se ignora con exactitud su región de origen; distintas líneas de evidencia apuntan a México o a la cordillera de los Andes, pero no se ha podido corroborar ninguna hipótesis. La evidencia lingüística favorecería un origen mexicano, ya que el nombre empleado casi universalmente pareciera ser de origen náhuatl; sin embargo, los restos arqueológicos más antiguos conservados provienen del Perú. Aparentemente fue bien conocida a lo largo de la costa peruana y se hipotetizó que luego de su establecimiento puede haber sido abandonada en favor de las especies de zapallos, conservándose su cultivo solo en las zonas altas montañosas. Se desconoce la variedad silvestre de la que se haya originado, y las hipótesis apuntan a una especie aún desconocida, posiblemente nativa de la región oriental de la cordillera andina.
Hoy se cultiva desde Chile y el noroeste de Argentina hasta el sur de los Estados Unidos; pero solo en las regiones montañosas frías donde no se dan bien otras especies de cucurbitáceas. La India, el Japón y las Filipinas, que hoy son importantes productores.
Es la menos intensamente cultivada de las especies comerciales del género Cucurbita, pero quizá la que muestra una distribución geográfica más amplia; en estado silvestre no es difícil encontrarla en las zonas altas (1000 a 3000 m s. n. m.) y templadas del continente americano. Esta facilidad se debe en parte a su probada resistencia a varios virus que afectan a otras especies afines, lo que hace más problemática la imposibilidad de obtener híbridos sin medios muy sofisticados.
C. ficifolia requiere suelos húmedos y clima templado; prefiere condiciones de día largo, aunque en regiones cálidas se la cultiva todo el año. No es resistente a las heladas en el primer año de vida.
En algunos sitios se la emplea como patrón para el injerto de plantas de melón (Cucumis melo, otra cucurbitácea).

## Ambiente
Los cultivares forman parte de agrosistemas y se encuentran generalmente en huertos familiares, se le puede localizar en climas templados y cálido-húmedos.
Cuando es escapada al cultivo, puede constituirse en distintos tipos de vegetación de acuerdo a la región del cultivar, desde vegetación ruderal, acahuales derivados de selvas tropicales, bosque mesófilo de montaña y bosques templados.
Se cultiva en varios tipos de suelo, aunque prefiere aquellos que son capaces de retener humedad y con buen drenaje, aunque no soporta suelos totalmente arcillosos. Tolera suelos pobres en nutrientes, muy húmedos y poco drenados, se adapta tanto en suelo con pH básico, neutro y ácido. Es una especie cultivada, principalmente en toda América Latina, ocupando zonas de altitud media a alta, en climas tanto cálidos como templados. Para esta especie el rango de altitud es de 1000-3000 m).

## Estado de conservación
Es la especie menos diversa de todas las especies cultivadas de Cucurbita y no se sabe que existan cultivares comerciales de ella. Desde el punto de vista agronómico es posible pensar en la existencia de cierta diversidad genética para las poblaciones de C. ficifolia, debido a que se cultiva en regiones uniformes en altitud pero que seguramente son más diversas en cuanto a otros factores ecológicos locales, además de ser una especie cultivada tanto en sistemas agrícolas de alta competencia (milpas de temporal), como de un manejo más intensivo (milpas cultivadas en épocas de sequía) y recientemente a la detección de colecciones resistentes a enfermedades virales.
Los bancos genéticos "ex situ" han representado la forma de conservación más importante, debido a que la conservación "in situ" es casi nula, aunque debe implementarse este tipo de conservación, puesto que solamente de esta forma se mantendrán vivos. No es una especie registrada bajo alguna categoría de riesgo.

## Empleo

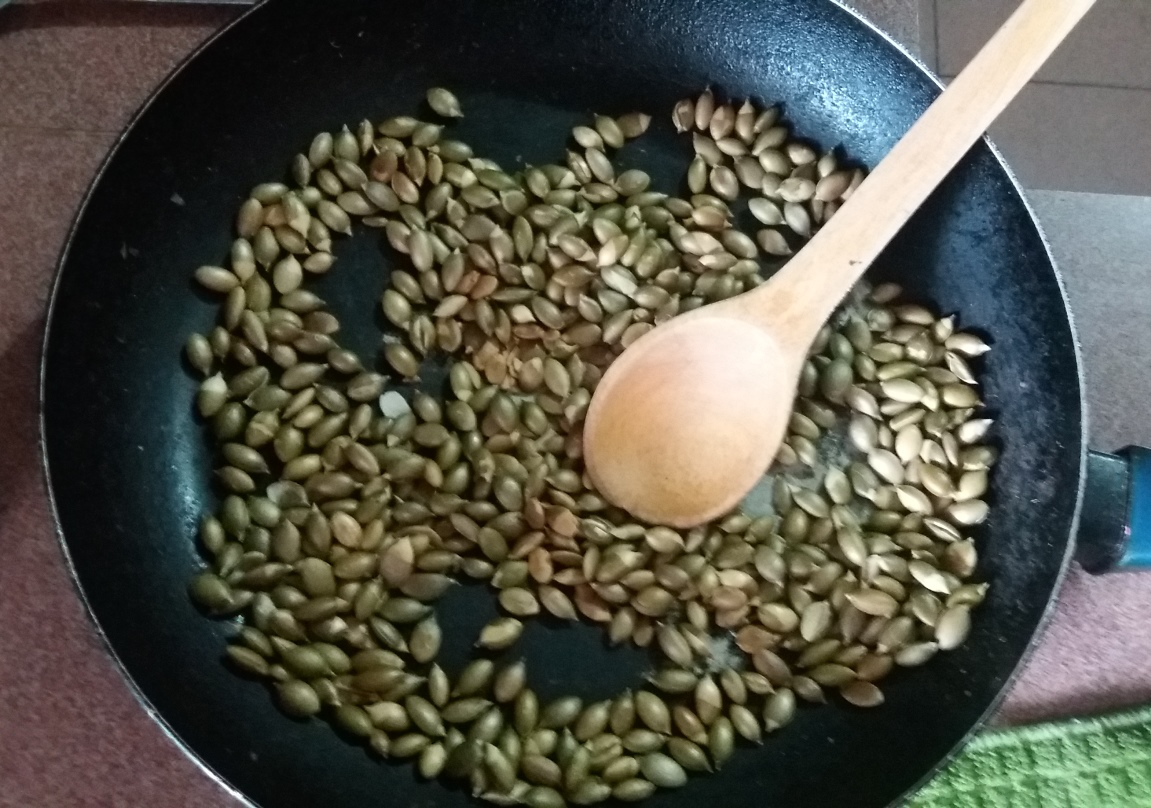
Pepas de sambo (semillas de Cucurbita ficifolia) tostadas. En Ecuador son usadas para la preparación de diferentes recetas.

Las flores y brotes tiernos de C. ficifolia se emplean en México y otros países americanos como verdura, de manera similar a la fiore di zucca (la flor de Cucurbita pepo y Cucurbita maxima) utilizada en la cocina italiana. También se emplea el fruto inmaduro, pelado y hervido.
El fruto maduro con el agregado de azúcares se consume como dulce y se utiliza para elaborar bebidas. En confitura se emplea para la confección de cabello de ángel, un dulce elaborado acaramelando las hebras de la pulpa con jarabe de azúcar. En México, al igual que la calabaza, suele prepararse cristalizado (confitado), y se conoce como «chilacayote en dulce». En Chile, la conserva de la fruta cocida en azúcar se conoce como «mermelada de alcayota».
En México es empleado ampliamente en su gastronomía cuando está en su forma más tierna. Algunos de estos platillos son los chilacayotes en pipián, chilacayotes en salsa verde, sopa de chilacayote, chilacayotes rellenos, etc; poniendo de manifiesto su versatilidad.
Las semillas, ricas en lípidos y proteínas, son el ingrediente principal de un típico postre de la región mexicana de Chiapas, las palanquetas. Las semillas también se comen saladas y tostadas en diversas regiones de ese país.
En Ecuador, el fruto tierno es usado para preparar sopa de sambo, locro de sambo y fanesca. Con el maduro se hace dulce de sambo. A la semilla se la conoce como pepa de sambo y es utilizada tostada y molida en diferentes recetas.

## Taxonomía
Fue nombrada por primera vez acorde a las reglas del Código como Cucurbita ficifolia por Bouché en 1837. La cita completa, según (1) Bailey (1929:105) y (2) según Lira Saade (1995:67):
- (1) Cucurbita ficifolia, Bouché, in Verh. der Ver. des Gartenb. Berlín, xii, 205 (1837).
- (2) Cucurbita ficifolia, Bouché, Verh. Vereins Beförd. Gartenbaues Königl. Preuss. Staaten 12: 205. 1837. Tipo: no conocido.

Otros nombres:
- Cucurbita melanosperma Aparentemente ya se la utilizaba en los catálogos de semillas bajo ese nombre, y según Andrés (1990[cita 13]) bajo ese nombre fue descripta por Gasparrini en 1848, nombre que fue utilizado por autores posteriores (Braun et al. 1853, Naudin 1856, 1857, 1865, 1866, otros), presumiblemente sin conocimiento de la primera descripción. Bailey (1929[59]:105) en su descripción de C. ficifolia la lista como sinónimo de Cucurbita melanosperma, Gaspar., Act. Acad. Napol. (1847), and Ann. Sci. Nat. ser. iii, ix, p.208, t. 9; A. Braun, Cat. Hort. Karls. 1824, nomen nudum. Lira Saade (1995[3]) la lista como Cucurbita melanosperma Gasp., Rendiconti Reale Accad. Sci., Napoli 6:448. 1847.
- Pepo ficifolia, Britton, Sci. Survey Porto Rico and Virgin Is (N. Y. Acad. Sci.), vi, 266 (1925) (o 1825?) (como listado en Bailey 1929[59]:105). Pepo ficifolius (Bouché) Britton, Bot. Porto Rico 6: 266. 1925. (como listado en Lira Saade 1995[3])
- Pepo malabaricus (Sageret 1826) no fue un nombre válido debido a que no estaba acompañado de una descripción o una indicación de dónde encontrar la descripción, ni un espécimen. (comentario de Andrés 1990[cita 13]) Lira Saade (1995[3]) la lista como Pepo malabaricus Sageret, Mém. Acad. Agric. France 1: 102. 1827. Nomen nudum.
- Cucurbita mexicana Hort. (1891) aparentemente describe una variedad de la especie por lo que es un sinónimo del primer nombre (Andrés 1990[cita 13]). Lira Saade (1995[3]) la lista como Cucurbita mexicana Hort. ex Dammann Cat. 42. 1890-1891. Nomen nudum.

Nombres de variedad sinonimizados.
- Cucurbita ficifolia var. mexicana G. Nichols., III. Dict. Gard., Suppl. 1: 272. 1900. (tomado de Lira Saade 1995[3])
- Cucurbita ficifolia f. leucosperma Zhiteneva, Bull. Appl. Bot. Genet. & Pl. Breed., Leningrad, Suppl. 47: 301. 1930. (tomado de Lira Saade 1995[3])
- Cucurbita ficifolia f. melanosperma Zhiteneva, Bull. Appl. Bot. Genet. & Pl. Breed., Leningrad, Suppl. 47: 301. 1930. (tomado de Lira Saade 1995[3])

## Nombre común
Originaria de los Andes americanos, es conocida con una variedad de nombres locales entre los que están los que parecen ser derivados del mismo término nativo:  alcayota, cayote, lacayote, chiclayo, chilacayote (en cambio no chayote), además de otros como chiverre, y otros de origen español como bolo, cabello de ángel, calabaza confitera, cidra, vitoria, victoria o zambo. El nombre nativo de muchas regiones parece derivado de tzilacayotli, nombre nahuátl. El nombre puede haberse propagado con el de una variedad exitosa. El vocablo Chilacayota procede del náhuatl “tzilac” = liso y ”ayotli” = calabaza, por lo tanto se puede traducir como calabaza lisa. Sin embargo, el origen de la planta no es de México, al parecer la evidencias de su origen se encuentra en la zona andina de Perú.

### Por país

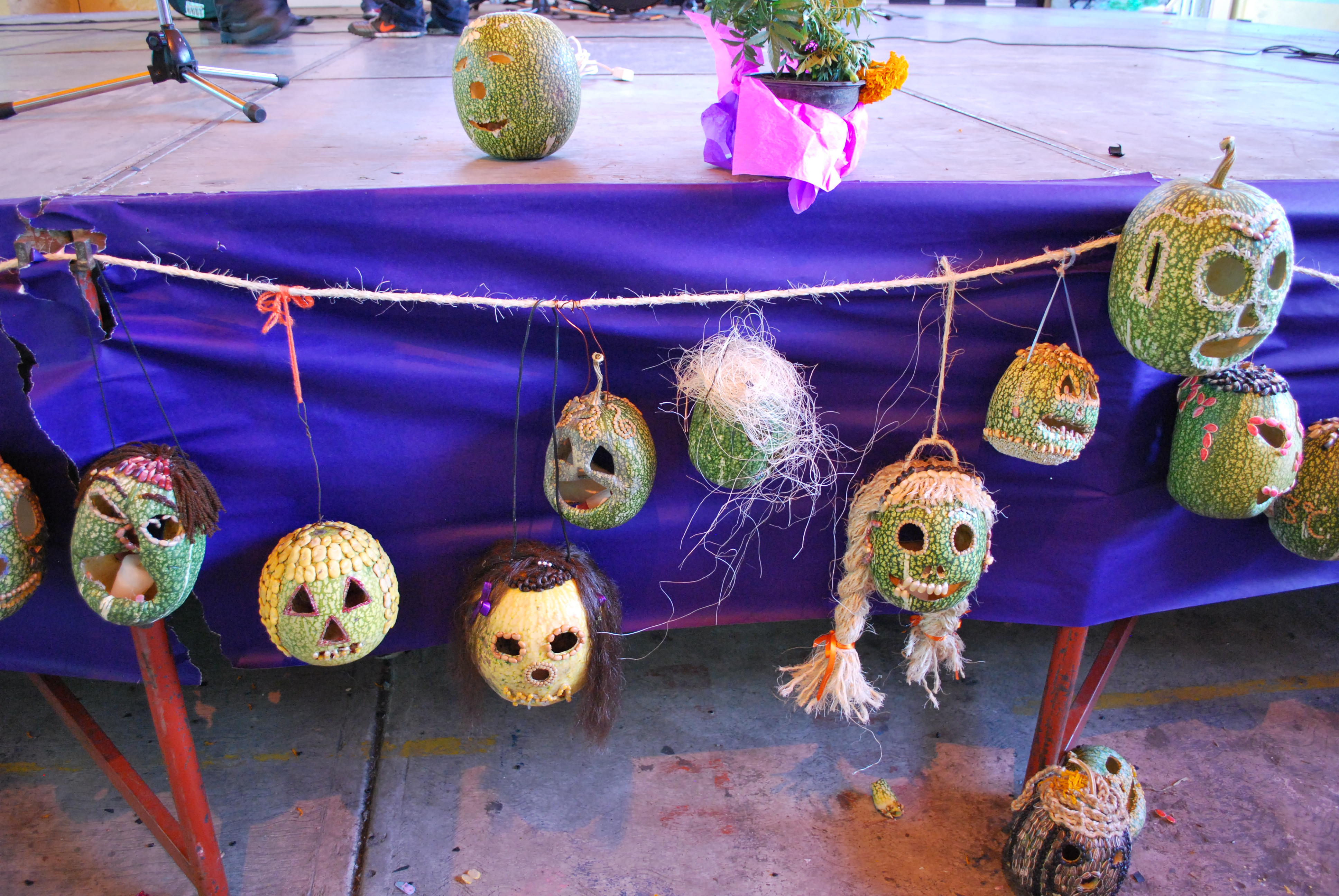
Frutos en el Día de los Muertos mexicano

- Argentina: alcayota (en Cuyo) o cayote (en el noroeste argentino)
- Bolivia: lacayote
- Brasil: gila-caiota
- Chile: alcayota
- Colombia: calabaza, vitoria o bolo
- Costa Rica: chiverre
- Ecuador: sambo
- El Salvador: chilacayote
- España: cidra, sidra cayote, sidra, calabaza de sidra, pantana, cabello de ángel.
- Guatemala: chilacayote, cidracayote
- Honduras: chiberro
- México: chilacayote, chilaca, kan
- Nicaragua: toncua o toncuá
- Perú: chiuche (Cajamarca), calabaza blanca (Lima), lacayote (Arequipa), chiclayo (Amazonas), zambumba o sambumba (Piura)[71]
- Portugal: chila, chila-caiota
- Venezuela: cabello de ángel

### Por nombre
- Alcayota (en Chile y en provincias de Cuyo: Mendoza, San Luis y San Juan, Argentina)
- Alcayote
- Ayote (Guatemala)
- Blanca (Bolivia)
- Bolo (Colombia)
- Cabello de ángel (Venezuela y algunas zonas del sur de España como las comarcas del norte almeriense: Los Vélez, Almanzora...)
- Calabaza
- Calabaza blanca (Perú)
- Calabaza china (Cuba)
- Cayote (en Salta, Tucumán y Jujuy, Argentina)
- Chiclayo (Perú)
- Chila (Portugal)
- Chilaca (México)
- Chila-caiota (Portugal)
- Chilacayote (México, Guatemala y El Salvador)
- Chiverre (Costa Rica)
- Cidra (España)
- Cidra cayote (España)
- Cidracayote (Guatemala)
- Gila-caiota (Brasil)
- Kan (México)
- Lacayote (Perú y Bolivia)
- Lacayute
- Mexicano
- Pantana (Canarias)
- Sambo (Ecuador)
- Sambumba (Perú)
- Tzilicayotli (/chili-kaiotli/) en idioma náhuatl
- Toncua (Occidente de Nicaragua)
- Vitoria (Colombia)
- Zambumba (Perú)
- Zapallo (Venezuela)